# Filippo II d'Angiò
Filippo II d'Angiò, o Filippo II di Taranto (1329 – Taranto, 25 novembre 1374), è stato dal 1346 principe di Taranto e dal 1364 principe di Acaia e imperatore titolare di Costantinopoli.
Era figlio di Filippo I di Taranto (1278-1332) e di Caterina di Valois-Courtenay (1301-1346).
Egli era anche portatore del titolo di conte di Acerra ma dopo la morte del fratello Roberto (1364), dichiarato suo erede, acquisì il titolo di Imperatore dei Romani o di Costantinopoli, pretendendo dalla cognata Maria di Borbone, la sovranità sul Peloponneso ed il titolo di Principe di Acaia.

## Biografia
Egli si trovò in mezzo alla faida che opponeva i due rami della dinastia angioina. Inizialmente, nel 1309, Roberto il saggio, terzo figlio di Carlo II d'Angiò, detto lo Zoppo, aveva escluso dal trono suo nipote Carlo Roberto d'Ungheria, figlio del primogenito di Carlo II, Carlo Martello d'Angiò.
Andrea d'Angiò, figlio di Carlo Roberto, aveva sposato Giovanna, figlia di Carlo, Duca di Calabria e quindi nipote in linea diretta di Roberto il saggio.
Tuttavia, riaccesesi le dispute per le successioni, la coppia si era di fatto sciolta e Giovanna aveva ripreso i rapporti con il suo amante Luigi di Taranto, fratello di Filippo. Il marito morì assassinato da un gruppo di congiurati e Giovanna, rimasta vedova, sposò il suo amante. Luigi I d'Ungheria, fratello del defunto Andrea, per vendetta invase nel 1347 il regno di Napoli e, mentre Giovanna e Luigi di Taranto si erano rifugiati in Provenza, i fratelli di quest'ultimo, fra i quali Filippo II di Taranto, furono imprigionati.
Filippo fu liberato solo nel 1360 e rientrò a Napoli ove condusse una guerra contro Francesco I del Balzo, duca di Andria, che aveva sposato la sorella di Filippo, Margherita, senza il suo consenso: la vertenza fu ricomposta con l'intervento del papa.
Nel 1364 successe al fratello Roberto di Taranto nel titolo di principe di Acaia (titolo che però gli fu subito sottratto dalla regina Giovanna) e di imperatore titolare di Costantinopoli.

## Matrimoni e discendenza
Nel 1355 Filippo sposò Maria di Calabria (1328-1366), figlia di Carlo, Duca di Calabria e di Maria di Valois. Dal matrimonio nacquero:
- Filippo, nato nel 1356, morto in gioventù;
- Carlo, nato nel 1358, morto in gioventù;
- Filippo, nato nel 1360, morto in gioventù;
- un figlio, nato e morto nel 1362;
- un figlio, nato e morto nel 1364.

Rimasto vedovo, Filippo si risposò il 20 ottobre 1370 con Elisabetta di Slavonie (1352-1380), figlia di Stefano d'Ungheria, duca di Slavonia, e di Margherita di Baviera. Dal matrimonio nacque un solo figlio:
- Filippo, nato nel 1371 e morto in gioventù.

## Ascendenza
|                            |                            |                            | Genitori                               |  |  | Nonni |  |  | Bisnonni           |  |  | Trisnonni                 |  |
|                            |                            |                            |                                        |  |  |       |  |  | 8. Carlo I d'Angiò |  |  | 16. Luigi VIII di Francia |  |
|                            |                            |                            |                                        |  |  |       |  |  | 8. Carlo I d'Angiò |  |  | 16. Luigi VIII di Francia |  |
|                            |                            | 17. Bianca di Castiglia    |                                        |  |  |       |  |  | 8. Carlo I d'Angiò |  |  |                           |  |
| 4. Carlo II di Napoli      |                            |                            |                                        |  |  |       |  |  | 8. Carlo I d'Angiò |  |  |                           |  |
|                            |                            | 9. Beatrice di Provenza    | 18. Raimondo Berengario IV di Provenza |  |  |       |  |  |                    |  |  |                           |  |
|                            |                            | 9. Beatrice di Provenza    | 18. Raimondo Berengario IV di Provenza |  |  |       |  |  |                    |  |  |                           |  |
|                            |                            | 9. Beatrice di Provenza    | 19. Beatrice di Savoia                 |  |  |       |  |  |                    |  |  |                           |  |
| 2. Filippo I d'Angiò       |                            | 9. Beatrice di Provenza    |                                        |  |  |       |  |  |                    |  |  |                           |  |
|                            |                            | 10. Stefano V d'Ungheria   | 20. Béla IV d'Ungheria                 |  |  |       |  |  |                    |  |  |                           |  |
|                            |                            | 10. Stefano V d'Ungheria   | 20. Béla IV d'Ungheria                 |  |  |       |  |  |                    |  |  |                           |  |
|                            |                            | 10. Stefano V d'Ungheria   | 21. Maria Lascaris di Nicea            |  |  |       |  |  |                    |  |  |                           |  |
| 5. Maria d'Ungheria        |                            | 10. Stefano V d'Ungheria   |                                        |  |  |       |  |  |                    |  |  |                           |  |
|                            |                            | 11. Elisabetta dei Cumani  | 22. Köten dei Cumani                   |  |  |       |  |  |                    |  |  |                           |  |
|                            |                            | 11. Elisabetta dei Cumani  | 22. Köten dei Cumani                   |  |  |       |  |  |                    |  |  |                           |  |
|                            |                            | 11. Elisabetta dei Cumani  | 23. Halitsch                           |  |  |       |  |  |                    |  |  |                           |  |
| 1. Filippo II di Taranto   |                            | 11. Elisabetta dei Cumani  |                                        |  |  |       |  |  |                    |  |  |                           |  |
|                            | 12. Filippo III di Francia | 24. Luigi IX di Francia    |                                        |  |  |       |  |  |                    |  |  |                           |  |
|                            | 12. Filippo III di Francia | 24. Luigi IX di Francia    |                                        |  |  |       |  |  |                    |  |  |                           |  |
|                            | 12. Filippo III di Francia | 25. Margherita di Provenza |                                        |  |  |       |  |  |                    |  |  |                           |  |
| 6. Carlo di Valois         | 12. Filippo III di Francia |                            |                                        |  |  |       |  |  |                    |  |  |                           |  |
|                            |                            | 13. Isabella d'Aragona     | 26. Giacomo I d'Aragona                |  |  |       |  |  |                    |  |  |                           |  |
|                            |                            | 13. Isabella d'Aragona     | 26. Giacomo I d'Aragona                |  |  |       |  |  |                    |  |  |                           |  |
|                            |                            | 13. Isabella d'Aragona     | 27. Iolanda d'Ungheria                 |  |  |       |  |  |                    |  |  |                           |  |
| 3. Caterina II di Valois   |                            | 13. Isabella d'Aragona     |                                        |  |  |       |  |  |                    |  |  |                           |  |
|                            |                            | 14. Filippo di Courtenay   | 28. Baldovino II di Costantinopoli     |  |  |       |  |  |                    |  |  |                           |  |
|                            |                            | 14. Filippo di Courtenay   | 28. Baldovino II di Costantinopoli     |  |  |       |  |  |                    |  |  |                           |  |
|                            |                            | 14. Filippo di Courtenay   | 29. Maria di Brienne                   |  |  |       |  |  |                    |  |  |                           |  |
| 7. Caterina I di Courtenay |                            | 14. Filippo di Courtenay   |                                        |  |  |       |  |  |                    |  |  |                           |  |
|                            |                            | 15. Beatrice d'Angiò       | 30. Carlo I d'Angiò (= 8)              |  |  |       |  |  |                    |  |  |                           |  |
|                            |                            | 15. Beatrice d'Angiò       | 30. Carlo I d'Angiò (= 8)              |  |  |       |  |  |                    |  |  |                           |  |
|                            |                            | 15. Beatrice d'Angiò       | 31. Beatrice di Provenza (= 9)         |  |  |       |  |  |                    |  |  |                           |  |
|                            |                            | 15. Beatrice d'Angiò       |                                        |  |  |       |  |  |                    |  |  |                           |  |